# Achoronemertes scoresbyi
Achoronemertes scoresbyi är en djurart som tillhör fylumet slemmaskar, och som först beskrevs av Wheeler 1934.  Achoronemertes scoresbyi ingår i släktet Achoronemertes och familjen Cratenemertidae. Inga underarter finns listade i Catalogue of Life.